# Furnàrids
Els furnàrids (Furnariidae) són una gran família de petits ocells de l'ordre dels passeriformes, pròpia d'Amèrica del Sud i Central.

## Reproducció
Són un grup molt diversificat d'ocells insectívors que reben el nom de la forma del niu de fang, d'algunes espècies, que recorda vagament un forn – del llatí furnarius = Forner -. Moltes espècies però, no niden ni elaboren aquests nius, si no que ho fan en túnels o en les esquerdes de les roques. Els nius d'aquesta família sempre estan coberts, i les femelles ponen fins a sis ous de color blau pàl·lid, verd o blanc. Els ous són covats 15 - 22 dies, i els pollets abandonin el niu després d'altres 13 - 20 dies.

## Morfologia
- Són aus petites i mitjanes, que fan 9-35 cm de llargària.
- El plomatge sovint és marró.
- Gran varietat en la forma i mida del bec.

## Hàbitat i distribució
Encara que les diverses espècies sovint s'han especialitzat en un hàbitat concret, es poden trobar espècies en qualsevol medi de la zona neotropical, des dels jardins de les ciutats, fins a les costes rocalloses, passant per l'altiplà andí i el bosc tropical.

## Taxonomia
Recentment, s'han inclòs les espècies de l'antiga família dels dendrocolàptids (Dendrocolaptidae) dins aquesta família, arran l'anàlisi del citocrom b de l'ADN mitocondrial i diverses seqüències d'ADN nuclear (Irestedt et al. 2002, Moyle et al. 2009).
La sistemàtica dels dendrocolaptins (Dendrocolaptinae) van ser revisada per Raikow (1994) basant-se en la morfologia i per Irestedt et al. (2004) basant-se en l'anàlisi d'ADN nuclear i mitocondrial. Utilitzant l'enfocament d'aquest últim, es van confirmar els llinatges principals dels furnàrids, però a més es van descobrir nous llinatges i les relacions entre els diversos gèneres van haver de ser revisats (Fjeldså et al., 2005).
La classificació que es presenta a continuació està basada en estudis recents de les relacions entre els membres del família (Irestedt et al. 2006, Chesser et al. 2007, Moyle et al. 2009). No obstant això, en ser tractats aquí, dins aquesta família els antics dendrocolàptids, alguns rangs taxonòmics han hagut de ser modificats.
Segons la classificació de l'IOC World Bird List (versió 10.2, 2020) aquesta família està formada per 70 gèneres amb 315 espècies:
Subfamília dels esclerurins (Sclerurinae) 
- - Gènere Sclerurus amb 7 espècies.
  - Gènere Geositta amb 11 espècies.

Subfamília dels dendrocolaptins (Dendrocolaptinae) 
- Tribu Sittasomini
  - Gènere Certhiasomus amb una espècie: grimpa-soques gorjapigallat (Certhiasomus stictolaemus).
  - Gènere Sittasomus amb una espècie: grimpa-soques olivaci (Sittasomus griseicapillus).
  - Gènere Deconychura amb una espècie: grimpa-soques cuallarg (Deconychura longicauda).
  - Gènere Dendrocincla amb 6 espècies.
- Tribu Dendrocolaptini
  - Gènere Glyphorynchus amb una espècie: grimpa-soques beccurt (Glyphorynchus spirurus).
  - Gènere Dendrexetastes amb una espècie: grimpa-soques becblanc (Dendrexetastes rufigula).
  - Gènere Nasica amb una espècie: grimpa-soques becllarg (Nasica longirostris)
  - Gènere Dendrocolaptes amb 5 espècies.
  - Gènere Hylexetastes amb 4 espècies.
  - Gènere Xiphocolaptes amb 4 espècies.
  - Gènere Xiphorhynchus amb 14 espècies.
  - Gènere Dendroplex amb dues espècies.
  - Gènere Campylorhamphus amb 4 espècies.
  - Gènere Drymotoxeres amb una espècie: bec de dalla gros (Drymotoxeres pucheranii)
  - Gènere Drymornis amb una espècie: grimpa-soques simitarra (Drymornis bridgesii).
  - Gènere Lepidocolaptes amb 12 espècies.

Subfamília dels furnarins (Furnariinae) 
- - Gènere Xenops amb tres espècies.
  - Gènere Berlepschia amb una espècie: corre-soques de les palmeres (Berlepschia rikeri).
- Tribu Pygarrhichini
  - Gènere Microxenops amb una espècie: xenop cua-rogenc (Microxenops milleri).
  - Gènere Pygarrhichas amb una espècie: xenop pitblanc (Pygarrhichas albogularis).
  - Gènere Ochetorhynchus amb 4 espècies.
- Tribu Furnariini
  - Gènere Pseudocolaptes amb tres espècies.
  - Gènere Premnornis amb una espècie: corre-soques ala-rogenc (Premnornis guttuliger).
  - Gènere Tarphonomus amb dues espècies.
  - Gènere Furnarius amb 8 espècies.
  - Gènere Lochmias amb una espècie: plegafulles de rierol (Lochmias nematura).
  - Gènere Phleocryptes amb una espècie: forner caragolet (Phleocryptes melanops).
  - Gènere Limnornis amb una espècie: jonquer becdret (Limnornis curvirostris).
  - Gènere Geocerthia amb una espècie: miner becut estriat (Geocerthia serrana).
  - Gènere Upucerthia amb 4 espècies.
  - Gènere Cinclodes amb 15 espècies.
- Tribu Philydorini
  - Gènere Anabazenops amb dues espècies.
  - Gènere Megaxenops amb una espècie: xenop gros (Megaxenops parnaguae).
  - Gènere Cichlocolaptes amb dues espècies.
  - Gènere Heliobletus amb una espècie: plegafulles becfí (Heliobletus contaminatus).
  - Gènere Philydor amb 5 espècies.
  - Gènere Anabacerthia amb 5 espècies.
  - Gènere Syndactyla amb 8 espècies.
  - Gènere Ancistrops amb una espècie: plegafulles becganxut (Ancistrops strigilatus).
  - Gènere Dendroma amb dues espècies.
  - Gènere Clibanornis amb 5 espècies.
  - Gènere Thripadectes amb 7 espècies.
  - Gènere Automolus amb 10 espècies.
- Tribu Synallaxini
  - Gènere Premnoplex amb dues espècies.
  - Gènere Margarornis amb 4 espècies.
  - Gènere Aphrastura amb dues espècies.
  - Gènere Sylviorthorhynchus amb dues espècies.
  - Gènere Leptasthenura amb 9 espècies.
  - Gènere Phacellodomus amb 10 espècies.
  - Gènere Hellmayrea amb una espècie: cuaespinós cellablanc (Hellmayrea gularis).
  - Gènere Anumbius amb una espècie: espiner llenyataire (Anumbius annumbi).
  - Gènere Coryphistera amb una espècie: espiner emplomallat (Coryphistera alaudina).
  - Gènere Asthenes amb 30 espècies.
  - Gènere Acrobatornis amb una espècie: espiner fumat (Acrobatornis fonsecai).
  - Gènere Metopothrix amb una espècie: espiner sedós (Metopothrix aurantiaca).
  - Gènere Xenerpestes amb dues espècies.
  - Gènere Siptornis amb una espècie: espiner pintat (Siptornis striaticollis).
  - Gènere Roraimia amb una espècie: corre-soques del Roraima (Roraimia adusta).
  - Gènere Thripophaga amb 5 espècies.
  - Gènere Limnoctites amb dues espècies.
  - Gènere Cranioleuca amb 19 espècies.
  - Gènere Pseudasthenes amb 4 espècies.
  - Gènere Spartonoica amb una espècie: cuaespinós d'aiguamoll (Spartonoica maluroides).
  - Gènere Pseudoseisura amb 4 espècies.
  - Gènere Certhiaxis amb dues espècies.
  - Gènere Mazaria amb una espècie: cuaespinós ventreblanc (Mazaria propinqua).
  - Gènere Schoeniophylax amb una espècie: cuaespinós xotoi (Schoeniophylax phryganophilus).
  - Gènere Synallaxis amb 35 espècies.